# Gaahl
Kristian Eivind Espedal (* 7. srpna 1975, Sunnfjord, Norsko), známý jako Gaahl, je norský zpěvák a umělec, nejvíce známý jako bývalý frontman blackmetalové skupiny Gorgoroth. Je také zakladatelem a frontmanem blackmetalových skupin Trelldom a Gaahlskagg. Od doby, co opustil Gorgoroth, byl zapojen do projektů God Seed, Wardruna a Gaahls Wyrd. Účinkoval v dokumentárním seriálu True Norwegian Black Metal a také se objevil ve filmu Útěk z roku 2012.

## Diskografie
| Rok  | Album                                                   | Skupina                | Poznámky            |
| ---- | ------------------------------------------------------- | ---------------------- | ------------------- |
| 1994 | Disappearing of the Burning Moon (demo)                 | Trelldom               | Zpěv, texty         |
| 1995 | Til Evighet                                             | Trelldom               | Zpěv, texty         |
| 1998 | Til et Annet                                            | Trelldom               | Zpěv, texty         |
| 1998 | Destroyer, or About How to Philosophize with the Hammer | Gorgoroth              | Zpěv na „Destroyer“ |
| 1999 | Erotic Funeral Party I / Styggmyrs triumf (split)       | Gaahlskagg, Stormfront | Zpěv                |
| 2000 | Erotic Funeral                                          | Gaahlskagg             | Zpěv                |
| 2000 | Incipit Satan                                           | Gorgoroth              | Zpěv                |
| 2003 | Twilight of the Idols - In Conspiracy with Satan        | Gorgoroth              | Zpěv, texty         |
| 2006 | Ad Majorem Sathanas Gloriam                             | Gorgoroth              | Zpěv                |
| 2007 | Til Minne                                               | Trelldom               | Zpěv, texty         |
| 2009 | Runaljóð - gap var Ginnunga                             | Wardruna               | Zpěv                |
| 2012 | I Begin                                                 | God Seed               | Zpěv, texty         |
| 2013 | Runaljóð - Yggdrasil                                    | Wardruna               | Zpěv                |